# 方药中
方药中（1921年10月—1995年3月3日），男，四川重庆人，中国中医学家。

## 生平
出身世医家庭，幼读私塾。1940年中学毕业后从学于陈逊斋门下。1944年取得行医资格，在重庆开业行医。1951年参加西南卫生部中医科工作。
1952年到北京医学院医疗系系统学习5年西医。1957年毕业后到中医研究院西苑医院消化系工作。

## 奖项和荣誉
1990年被国务院批准为首批国家级有突出贡献的专家，同年获“阿尔伯特·爱因斯坦”世界科学奖荣誉证书。

## 社会兼职
曾任卫生部药典委员会委员，国务院科技进步评审委员会委员，中华全国中医学会常务理事等。

## 著作
- 《医学三字经浅说》
- 《辨证论治研究七讲》
- 《温病条辨讲解》
- 《温病汇讲》
- 《医学承启集》
- 《黄帝内经素问运气七篇讲解》（与许家松合著）